# 新卒
新卒（しんそつ）とは、大学や専門学校、高校などを今年度中に卒業する学生を表す用語。｢新規卒業｣もしくは｢新規卒業者｣の略語であるが、採用のシーンでは｢新卒｣と呼ばれることが多い。

## 概要
日本企業、特に大企業のホワイトカラーは終身雇用と新卒一括採用を前提とする人事システムを構築しているため、卒業直後の学生を4月1日付で正社員として雇用するケースが多く、その場合は概ね前年の10月頃までには内定を出している場合が多いが、その後にずれ込んだり、逆に早い場合に出ることもある。言い換えれば、学生は在学時に内定を受けていることになるが、逆に一旦卒業した学生は既卒扱いとなり、就職活動において比較的不利になる。
企業によっては、学校を卒業してから2-3年のうちは、既卒者扱いとはせずに新卒者扱いされる場合もある。これは日本国政府の推進が関係している。

## 参考
- 厚生労働省 若年者雇用対策